# Jean Claude Nzafashwanayo
Jean Claude Nzafashwanayo, né le 4 août 2000 à Kacyiru, est un coureur cycliste rwandais.

## Biographie
En 2019, Jean Claude Nzafashwanayo se distingue en remportant la sixième étape du Tour du Cameroun. Il s'impose également sur le Tour de la République démocratique du Congo, devant son coéquipier Jean Ruberwa.

## Palmarès et résultats

### Palmarès par année
- 2018
  -  Médaillé d'argent du championnat d'Afrique du contre-la-montre par équipes juniors
  - 2e du championnat du Rwanda du contre-la-montre juniors
- 2019
  - 6e étape du Tour du Cameroun
  - Tour de la République démocratique du Congo
  - 3e du championnat du Rwanda du contre-la-montre espoirs
  - 3e du championnat du Rwanda sur route espoirs
  -  Médaillé de bronze du contre-la-montre par équipes aux Jeux africains
- 2022
  - 3e du championnat du Rwanda sur route espoirs

### Classements mondiaux
| Année                                 | 2019  | 2020 | 2021 | 2022  | 2023  | 2024  |
| ------------------------------------- | ----- | ---- | ---- | ----- | ----- | ----- |
| Classement mondial                    | 1351e | nc   | nc   | 1936e | 1942e | 1275e |
| UCI Africa Tour                       | 74e   | nc   | nc   | 115e  | nc    | 91e   |
|                                       |       |      |      |       |       |       |
| Légende : nc = non classéSource : UCI |       |      |      |       |       |       |